# Lauren Cox (natation)
Pour les articles homonymes, voir Lauren Cox (basket-ball) et Cox.
Lauren Cox, née le 27 novembre 2001, est une nageuse britannique spécialiste du dos. Elle est médaillée de bronze en individuel aux Mondiaux 2023.

## Carrière
En 2022, Lauren Cox remporte sa première médaille internationale chez les seniors en représentant l'Angleterre aux Jeux du Commonwealth. Elle repart des Jeux avec le bronze sur le 4 × 100 m 4 nages féminin et le 4 × 100 m 4 nages mixte. Quelques semaines plus tard, elle remporte une médaillée de bronze sur le relais 4 × 100 m 4 nages mixte aux Europe 2022.
Lors des Championnats du monde 2023, elle rafle sa première médaille mondiale individuelle avec le bronze sur le 50 m dos.

## Palmarès
| Date | Compétition                   | Lieu       | Place | Course                  |
| ---- | ----------------------------- | ---------- | ----- | ----------------------- |
| 2018 | Championnats d'Europe juniors | Helsinki   | 2e    | 50 m dos                |
| 2022 | Jeux du Commonwealth          | Birmingham | 4e    | 50 m dos                |
| 2022 | Jeux du Commonwealth          | Birmingham | 5e    | 100 m dos               |
| 2022 | Jeux du Commonwealth          | Birmingham | 3e    | 4 × 100 m 4 nages       |
| 2022 | Jeux du Commonwealth          | Birmingham | 3e    | 4 × 100 m 4 nages mixte |
| 2022 | Championnats d'Europe         | Rome       | 9e    | 50 m dos                |
| 2022 | Championnats d'Europe         | Rome       | 3e    | 4 × 100 m 4 nages mixte |
| 2023 | Championnats du monde         | Fukuoka    | 3e    | 50 m dos                |
| 2023 | Championnats du monde         | Fukuoka    | 10e   | 100 m dos               |